# John P. Burrows

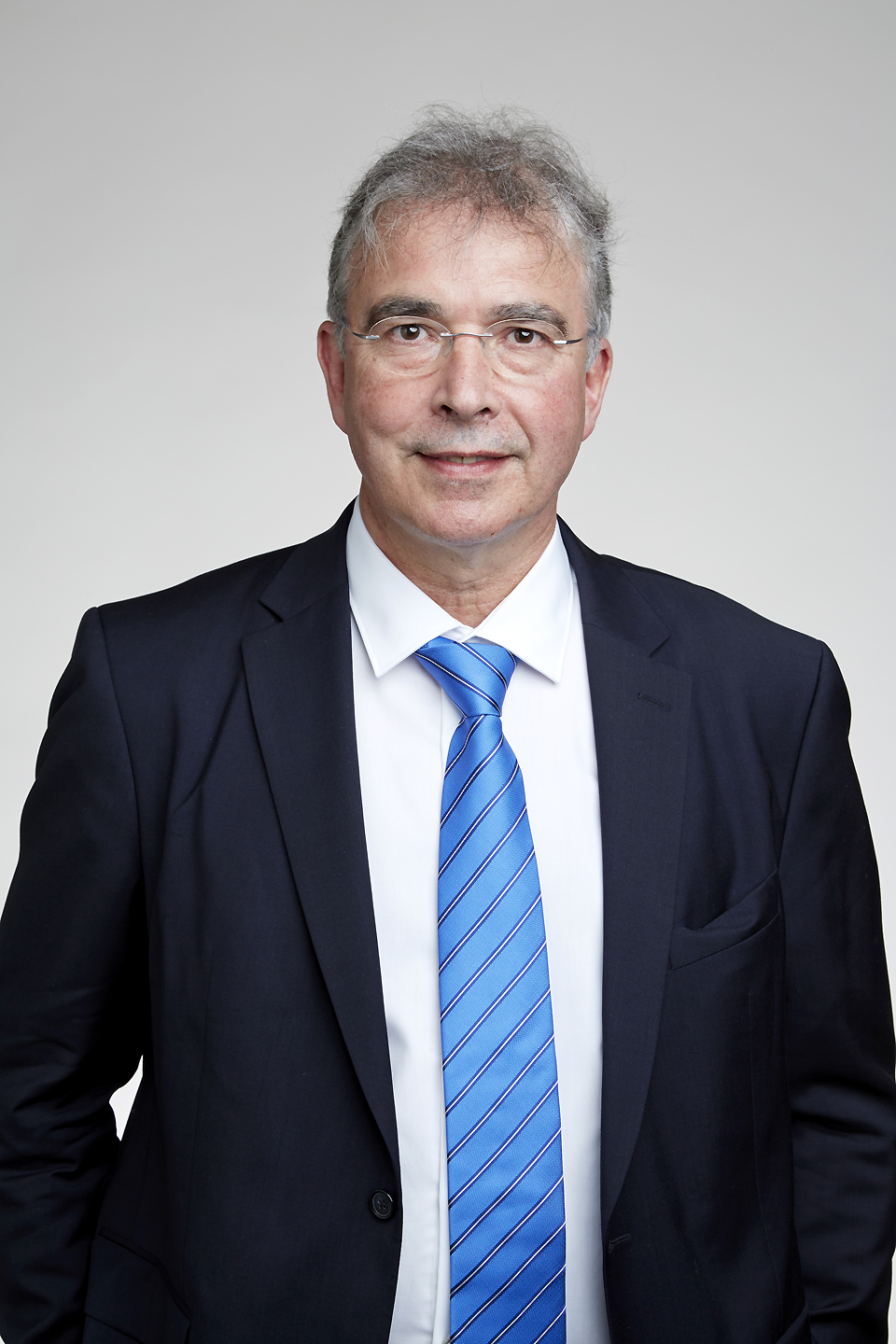
John P. Burrows (2016)

John Philip Burrows  (* 1954) FRS ist ein Physiker, Professor für Physik des Ozeans und der Atmosphäre und Direktor des IFE (Institut für Umweltphysik und Fernerkundung) der Universität Bremen.
Er ist außerdem Fellow des Center for Ecology and Hydrology (CEH), das dem Natural Environment Research Council (NERC) angehört. 
Burrows besuchte die West Park Grammar School in St Helens (Merseyside).
Er studierte am Trinity College in Cambridge, wo er 1975 einen Bachelor of Arts in Naturwissenschaften erhielt und 1978 einen PhD für die Erforschung von Reaktionen freier Radikale durch Laser-Magnetresonanz unter der Aufsicht von Brian Arthur Thrush (* 1928).
Nach seiner Promotion war Burrows Postdoktorand am Harvard-Smithsonian Center for Astrophysics in Cambridge (Massachusetts).
Von 1979 bis 1982 arbeitete er am Atomic Energy Research Establishment (AERE) in Harwell, gefolgt von zehn Jahren am Max-Planck-Institut für Chemie in Mainz.
1992 wurde er als Professor an die Universität Bremen berufen, wo er seither tätig ist.
Burrows Forschungsarbeiten haben zum wissenschaftlichen Verständnis der Luftverschmutzung, der Ozonschicht, der oberen Atmosphäre, der Biogeochemie und des Klimawandels beigetragen.
Er und seine Mitarbeiter haben die Kinetik und Spektroskopie wichtiger freier Radikale und Gase in der Erdatmosphäre untersucht, innovative in-situ-Messtechniken für atmosphärische Spurengase entwickelt und Pionierarbeit bei der passiven Fernerkundung atmosphärischer Bestandteile und Oberflächenparameter geleistet.
In enger Zusammenarbeit mit dem DLR (Deutsches Zentrum für Luft- und Raumfahrt), der ESA (European Space Agency) und der NASA initiierte und leitete er wissenschaftlich das SCIAMACHY-Projekt.
SCIAMACHY führte zu den satellitengestützten Messungen der Instrumente GOME (Global Ozone Monitoring Experiment)[9] auf ESA ERS-2 (1995–2011), SCIAMACHY auf ESA Envisat (2002–2012), GOME-2 auf den MetOp-Wettersatelliten von EUMETSAT (2006–2022) und zur Entwicklung des Konzepts GeoSCIA/GeoTROPE.
Burrows ist beteiligt am Copernicus-Programm der Europäischen Union (Sentinel-4 und CarbonSat/CarbonSat Constellation).

## Auszeichnungen und Ehrungen
Burrows ist Fellow der AAAS (American Association for the Advancement of Science), der American Geophysical Union (AGU), der International Union of Geodesy and Geophysics (IUGG), des Center for Ecology and Hydrology und Mitglied der International Academy of Astronautics (IAA).
Zu seinen Forschungsauszeichnungen zählen:
- die William Nordberg Medal des Committee on Space Research (COSPAR) 2006,
- der NASA Group Achievement Award 2008
- der Journal of Quantitative Spectroscopy & Radiative Transfer (JQSRT) Milestone Paper Award 2010,
- der Haagen-Smit Prize 2012,
- die Vilhelm Bjerknes Medal 2013 der European Geosciences Union (EGU)
- die IUGG Silver Medal 2015[5]
- die Alfred Wegener Medal 2016 der EGU[6]

Burrows wurde 2016 zum Mitglied der Royal Society berufen und 2020 in die Nationale Akademie der Wissenschaften Leopoldina aufgenommen.